# Thelotrema defossum
Thelotrema defossum är en lavart som först beskrevs av Johannes Müller Argoviensis, och fick sitt nu gällande namn av Mangold. Thelotrema defossum ingår i släktet Thelotrema och familjen Graphidaceae.   Inga underarter finns listade i Catalogue of Life.